# 노만 가이슬러
노만 레오 가이슬러 (Norman Leo Geisler, 1932년 7월 21일 ~ 2019년 7월 1일)는 미국의 기독교 조직신학자 및 철학자이다. 그는 두 개의 초교파 복음주의 신학교 (Veritas Evangelical Seminary 및 Southern Evangelical Seminary )의 공동 설립자이다. 그는 로욜라 대학교에서 박사 학위를 받았다. 그는 고전적 기독교 변증학, 조직신학, 철학사, 종교 철학, 칼빈주의, 로마 카톨릭, 성경의 무오성, 성서의 난제, 윤리 등과 같은 많은 주제에 학술적으로 공헌을 하였다. 그는 90권 이상의 저서와 수백 편의 논문을 저술하였고 편집인이다.

## 교육
가이슬러는 Th.B. (1964) 학위를 윌턴 틴 데일 대학 (휘튼 Tyndale College)에서 받았고, 1958년 철학 학사를 또 1960년 M.A. 학위를 휘튼 칼리지에서 받았다. 그리고 Loyola University의 Ph.D.를 받았다. 그는 웨인 주립 대학교에서 석사 학위를 받았고, 디트로이트대학, 일리노이주 에반스턴 (Evanston)의 노스웨스턴 대학에서 추가로 대학원 공부를 했다.